# آرنه نوواک
آرنه نوواک (چکی: Arne Novák; ۲ مارس ۱۸۸۰ – ۲۶ نوامبر ۱۹۳۹) مورخ ادبی ، منتقد ادبی و متخصص در مطالعات آلمانی و چک بود. . نام اصلی او «آرنُشت نوواک» بود.